# Concistori di papa Innocenzo II

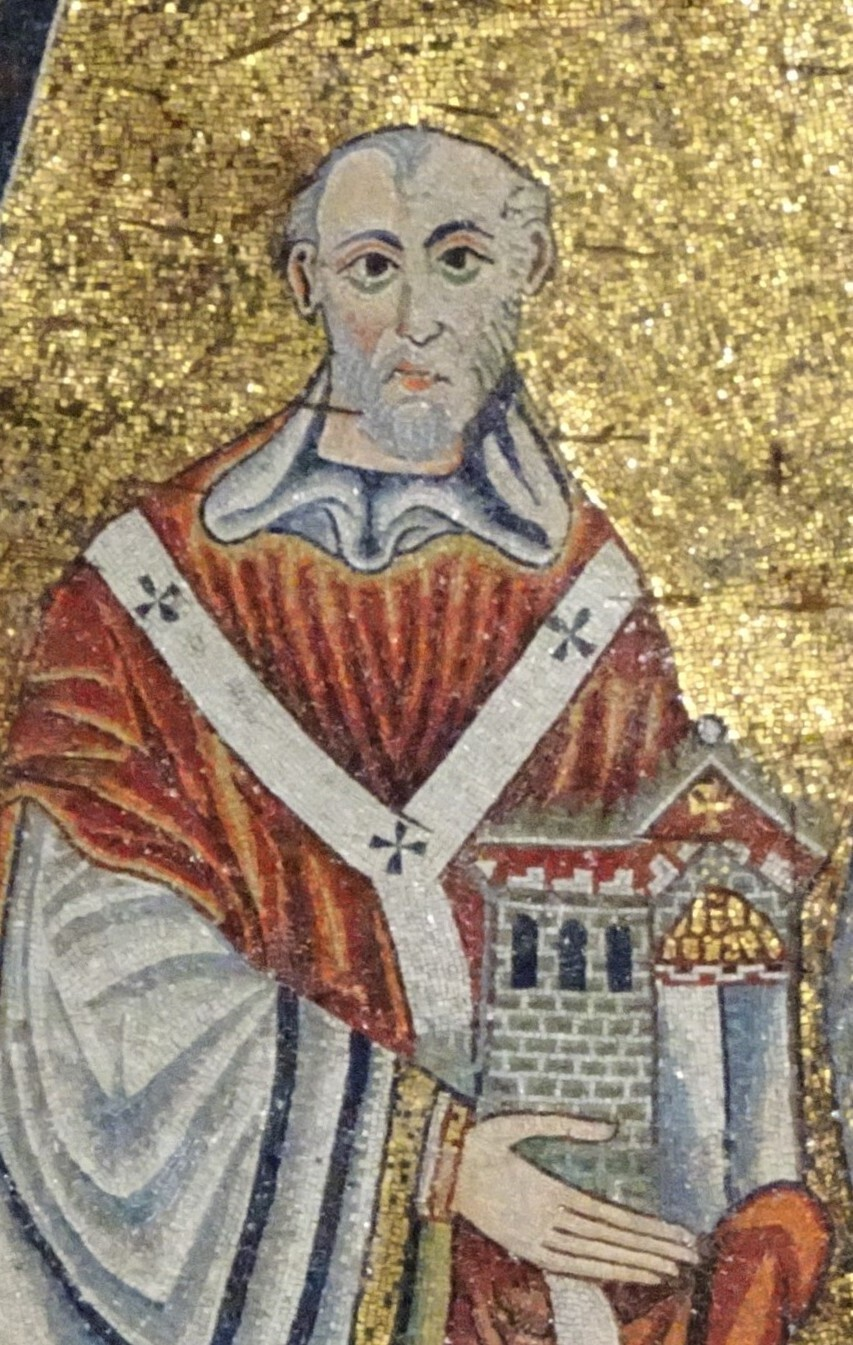
Papa Innocenzo II

Questa voce raccoglie l'elenco completo dei concistori per la creazione di nuovi cardinali presieduti da papa Innocenzo II, con l'indicazione di tutti i cardinali creati di cui si hanno informazioni documentarie (76 nuovi cardinali in 12 concistori). I nomi sono posti in ordine di creazione.

## 1130 (I)
- Balduino da Pisa, O.Cist., creato cardinale presbitero di Santa Maria in Trastevere (morto nell'ottobre 1145); beato
- Pietro, creato cardinale presbitero di San Marco (morto verso aprile 1130)
- Stanzio, creato cardinale presbitero di Santa Susanna (morto prima di dicembre 1143)
- Luc, O.Cist., creato cardinale presbitero dei Santi Giovanni e Paolo (morto alla fine del 1140)
- Adinolfo, O.S.B., abate del monastero di S. Maria di Farfa; creato cardinale presbitero (titolo ignoto) (morto prima del 1153)
- Innocenzo Savelli, creato cardinale presbitero di San Marco, dopo aprile 1130 (morto ca. 1133)
- Gregorio, creato cardinale presbitero di Santa Prisca (morto ca. 1138)
- Siro, creato cardinale presbitero (titolo ignoto) (morto nel settembre 1163)
- Azzone degli Atti, creato cardinale diacono (diaconia ignota) (morto alla fine del 1139)
- Odone Fattiboni, creato cardinale diacono di San Giorgio in Velabro (morto prima di dicembre 1162)
- Gaymer, creato cardinale diacono di Sant'Eustachio (morto prima del 1134)
- Guido da Vico, creato cardinale diacono dei Santi Cosma e Damiano (morto nell'agosto 1150)
- Guido, chierico della Basilica Lateranense; creato cardinale diacono di Sant'Adriano al Foro (morto verso giugno 1138)
- Guido, creato cardinale diacono (diaconia ignota) (morto ca. 1145)
- Alberto Teodoli, creato cardinale diacono di San Teodoro (morto ca. 1155)
- Silvano, creato cardinale diacono di Santa Lucia in Septisolio (morto ca. 1142)
- Vassalo, creato cardinale diacono di Santa Maria in Aquiro (morto tra aprile 1142 e 1143)
- Lucio Boezio, O.S.B.Vall., creato cardinale diacono dei Santi Vito, Modesto e Crescenzia (morto ca. 1144)
- Vitale Savelli, creato cardinale diacono di Sant'Agata in Suburra

## 1132 (II)
- Martino, O.Cist., creato cardinale presbitero di Santo Stefano al Monte Celio (morto nel 1143); beato

## 1133 (III)
- Pietro, O.S.B.Cas., abate di S. Apollinare (Roma); creato cardinale vescovo di Ostia (morto nel marzo 1134)
- Ubaldo da Lunata, creato cardinale presbitero (titolo ignoto) (morto ca. 1144)
- Angelo, creato cardinale presbitero di San Lorenzo in Damaso
- Guido, creato cardinale presbitero (titolo ignoto)
- Ubaldo, creato cardinale diacono di Santa Maria in Via Lata (morto nel marzo 1144)

## 1134 (IV)
- Drogon, O.S.B., creato cardinale vescovo di Ostia (morto agli inizi del 1138)
- Teodevino, Can.Reg.O.S.A., creato cardinale vescovo di Porto e Silva Candida (morto nel 1153)
- Stefano, creato cardinale diacono di Sant'Eustachio (morto nel 1134)
- Gregorio Papareschi, junior, creato cardinale diacono di Sant'Angelo in Pescheria (morto ca. 1141)
- Chrysogone, O.S.B., creato cardinale diacono di Santa Maria in Portico Octaviae (morto verso aprile 1144)
- Gerardo, creato cardinale diacono di Santa Maria in Domnica (morto ca. 1145)
- Pietro, creato cardinale diacono (diaconia ignota)

## 1135 (V)
- Ugo, creato cardinale vescovo di Albano (morto nel gennaio 1136)
- Griffone, creato cardinale presbitero di Santa Pudenziana (morto verso giugno 1152)
- Yves, Can.Reg. St. Victor (Parigi), creato cardinale diacono di Santa Maria in Aquiro (morto ca. 1139)

## 1136 (VI)
- Alberto, creato cardinale vescovo di Albano (morto prima di febbraio 1143)
- Bernardo, creato cardinale presbitero di San Crisogono (morto ca. 1138)

## 1137 (VII)
- Stanzio, creato cardinale presbitero di Santa Sabina (morto agli inizi del 1143)
- Cosma, creato cardinale presbitero di San Pietro in Vincoli (morto prima del 1158)

## 1138 (VIII)
- Alberico di Beauvais, O.S.B.Clun., abate del monastero di Vézelay; creato cardinale vescovo di Ostia (morto nel novembre 1148)
- Guido Bellagi, creato cardinale presbitero di San Crisogono (morto prima di marzo 1158)
- Gregorio, creato cardinale presbitero di Santa Maria in Trastevere (morto nel 1155)
- Raniero, creato cardinale presbitero di Santa Prisca (morto a metà del 1146)
- Matteo, creato cardinale presbitero dei Santi Silvestro e Martino ai Monti (morto verso gennaio 1139)
- Goizzone, creato cardinale diacono (diaconia ignota) (morto ca. 1146)
- Ottaviano de' Monticelli, rettore di Benevento; creato cardinale diacono di San Nicola in Carcere; eletto antipapa Vittore IV nel settembre 1159 e scomunicato da Papa Alessandro III nel 1162 e nel 1163 (morto nell'aprile 1164, senza essersi riconciliato col Papa legittimo)
- Ribaldo, canonico capitolare della Cattedrale di Piacenza; creato cardinale diacono di Santa Maria in Portico Octaviae (morto alla fine del 1139)
- Ubaldo, creato cardinale diacono di Sant'Adriano al Foro (morto verso maggio 1141)

## 1139 (IX)
- Hugh de Saint-Victor, Can.Reg.O.S.A., priore dell'abbazia di San Vittore (Parigi); creato cardinale vescovo di Frascati (morto nel febbraio 1140-1-2); beato
- Etienne, O.Cist., creato cardinale vescovo di Palestrina (morto nel maggio 1144); beato
- Egmondo, creato cardinale presbitero dei Santi Silvestro e Martino ai Monti (morto ca. 1145)
- Presbitero, creato cardinale presbitero di Santa Pudenziana (morto agli inizi del 1140)
- Rabaldo, creato cardinale presbitero di Sant'Anastasia (morto nel maggio 1142)
- Tommaso, creato cardinale diacono (diaconia ignota) (morto dopo marzo 1141)
- Raniero, creato cardinale diacono (diaconia ignota) (morto dopo marzo 1140)
- Goizo, creato cardinale diacono (diaconia ignota)
- Aimerico, creato cardinale diacono (diaconia ignota)
- Presbitero, creato cardinale diacono (diaconia ignota)

## 1140 (X)
- Pietro, creato cardinale presbitero di Santa Pudenziana (morto tra agosto e dicembre 1144)
- Longino, creato cardinale presbitero (titolo ignoto) (morto verso ottobre 1140)
- Tommaso, Can.Reg. S. Maria di Crescenzago; creato cardinale presbitero di San Vitale (morto nell'ottobre 1146)
- Rainaldo di Collemezzo, O.S.B.Cas., abate del monastero di Montecassino; creato cardinale presbitero dei Santi Marcellino e Pietro (morto nell'ottobre 1166)
- Ubaldo, creato cardinale presbitero dei Santi Giovanni e Paolo (morto nel 1150)
- Pietro, creato cardinale diacono di Santa Maria in Aquiro (morto ca. 1145)
- Pietro, creato cardinale diacono di Santa Maria in Portico Octaviae (morto nell'estate 1145)
- Guido Moricotti, creato cardinale diacono (diaconia ignota) (morto ca. 1150)
- Niccolò, creato cardinale diacono (diaconia ignota) (morto nell'aprile 1151)
- Hugues de Foliet, O.S.B., creato cardinale diacono (diaconia ignota) (morto ca. 1164)
- Guido di Castelfidardo, creato cardinale diacono (diaconia ignota) (morto ca. 1145)

## 1141 (XI)
- Ubaldo Allucingoli, O.Cist., creato cardinale presbitero di Santa Prassede; eletto papa con il nome di Lucio III il 1º settembre 1181 (morto nel novembre 1185)
- Gilberto, creato cardinale diacono di Sant'Adriano al Foro (morto nel maggio 1149)
- Gregorio, creato cardinale diacono (diaconia ignota) (morto dopo febbraio 1145)

## 1142 (XII)
- Imaro di Frascati, O.S.B., abate generale del suo Ordine; creato cardinale vescovo di Frascati (morto nel 1164)
- Pietro Papareschi, creato cardinale vescovo di Albano (morto nel 1146)
- Robert Pullen, creato cardinale presbitero dei Santi Silvestro e Martino ai Monti (morto tra settembre e dicembre 1146 o nel 1147)
- Konrad von Bayern, O.Cist., creato cardinale diacono (diaconia ignota) (morto nel marzo 1154), santo

## Fonti
- (EN) Current and historical information about the Bishops and Dioceses of the Catholic Hierarchy around the world, su catholic-hierarchy.org.
- (EN) Salvador Miranda, Innocent II, su fiu.edu – The Cardinals of the Holy Roman Church, Florida International University. URL consultato il 27 luglio 2015.